# Stema Paraguayului

Stema Paraguayului - avers

Stema Paraguayului - revers

Stema națională  sau sigiliul național al Paraguayului („Escudo de Armas”) sau („Sello Nacional”) este utilizat pe drapelul Paraguayului.
La 30 septembrie 1812, Congresul Suprem a adoptat stema națională fără a-i indica forma sau atributele. În 1820, un prim simbol creat de Dr. José Gaspar Rodríguez de Francia a apărut în documentele oficiale utilizate până în 1842, iar pe 25 noiembrie 1842, Congresul General Extraordinar a descris pentru prima dată, în legea drapelului național, simbolurile naționale ale Paraguayului.

## Descriere
Stema este pe steagul național Paraguay. Se află în banda albă de pe steag. Aversul stemei prezintă un fundal alb rotund, cu o stea galbenă cu cinci colțuri înconjurată de o ramură de palmier la stânga și o ramură de măslin la dreapta ambele legate între ele în partea de jos înconjurate de numele statului: „REPÚBLICA DEL PARAGUAY” (în spaniolă, „REPUBLICA PARAGUAY”) între două cercuri concentrice.
Reversul stemei prezintă un leu auriu sub o bonetă frigiană roșie plasată în vârful unui stâlp înconjurate de cuvintele: „PAZ Y JUSTICIA” (în spaniolă , „PACE ȘI JUSTIȚIE”) între două cercuri concentrice.
Sigiliul de pe revers este folosit și de Curtea Supremă a Paraguayului și este prezentat alături de stema de pe avers pe bancnotele monedei naționale, guaraní.
Primul design al stemei datează din anul 1820, de pe vremea dictaturii lui Francia.

## Steme istorice

(1842-1990, avers)
(1842-1990, revers)
(1990-2013, avers)
(1990-2013, revers)